# باتريك دونكان
باتريك دونكان (بالإنجليزية: Patrick Duncan)‏ هو سياسي بريطاني، ولد في 1870 في المملكة المتحدة، وتوفي في 17 يوليو 1943 في بريتوريا في جنوب أفريقيا. حزبياً، نشط في حزب الاتحاد ‏.

## مناصب
- انتخب وزير الصحة [الإنجليزية]‏.
- انتخب وزير التعليم [الإنجليزية]‏.
- انتخب عضو مجلس الشورى البريطاني.
- انتخب وزير الشؤون الداخلية ( – 30 يونيو 1924).
- انتخب Governor-General of South Africa [الإنجليزية]‏ (5 أبريل 1937 – 17 يوليو 1943).